# Minnesota Timberwolves 2006-2007
La stagione 2006-07 dei Minnesota Timberwolves fu la 18ª nella NBA per la franchigia.
I Minnesota Timberwolves arrivarono terzi nella Northwest Division della Western Conferencecon un record di 32-50, non qualificandosi per i play-off.

## Roster
| N° | Naz.                   | Ruolo | Sportivo        | Anno | Alt. | Peso \|\| |
| -- | ---------------------- | ----- | --------------- | ---- | ---- | --------- |
| 1  | Stati Uniti (bandiera) | A     | Rashad McCants  | 1984 | 193  | 94        |
| 4  | Stati Uniti (bandiera) | A     | Randy Foye      | 1983 | 193  | 95        |
| 5  | Stati Uniti (bandiera) | GA    | Craig Smith     | 1983 | 201  | 113       |
| 6  | Stati Uniti (bandiera) | G     | Bracey Wright   | 1984 | 191  | 95        |
| 9  | Stati Uniti (bandiera) | A     | Justin Reed     | 1982 | 203  | 109       |
| 13 | Stati Uniti (bandiera) | G     | Mike James      | 1975 | 188  | 85        |
| 16 | Stati Uniti (bandiera) | G     | Troy Hudson     | 1976 | 185  | 77        |
| 21 | Stati Uniti (bandiera) | A     | Kevin Garnett   | 1976 | 211  | 100       |
| 23 | Stati Uniti (bandiera) | G     | Trenton Hassell | 1979 | 196  | 91        |
| 30 | Stati Uniti (bandiera) | C     | Mark Blount     | 1975 | 213  | 104       |
| 31 | Stati Uniti (bandiera) | G     | Ricky Davis     | 1979 | 198  | 88        |
| 35 | Stati Uniti (bandiera) | A     | Mark Madsen     | 1976 | 206  | 109       |
| 41 | Stati Uniti (bandiera) | A     | Eddie Griffin   | 1982 | 208  | 100       |
| 55 | Serbia (bandiera)      | G     | Marko Jarić     | 1978 | 201  | 90        |

## Staff tecnico
- Allenatori: Dwane Casey (20-20) (fino al 23 gennaio)[1], Randy Wittman (12-30)
- Vice-allenatori: Aleksandar Džikić, Rex Kalamian, Bob Ociepka, Vince Taylor, Randy Wittman (fino al 23 gennaio)
- Vice-allenatore/scout: Brent Haskins